# 沮渠乾寿
沮渠乾寿（?—?），中国南北朝时高昌北凉君主沮渠无讳之子。
北魏任命车师国车伊洛为平西将军，封为前部王。车伊洛将要去平城朝见拓跋焘，被沮渠无讳拦断了去路，车伊洛把沮渠无讳打败。沮渠无讳死后，其弟沮渠安周夺了沮渠乾寿所率的军队，车伊洛趁机派人去劝说沮渠乾寿。450年（高昌北凉承平八年、北魏太平真君十一年、南朝宋元嘉二十七年）沮渠乾寿率他属下五百多户投奔北魏。